# Bistum Dorchester
Das Bistum Dorchester (lat.: Dioecesis Dorcestrensis) war eine im heutigen Vereinigten Königreich gelegene römisch-katholische Diözese mit Sitz in Dorchester.

## Geschichte
Das Bistum Dorchester entstand erstmals unter dem Bischof Birinus um 650, dem Agilbert folgte. Der Bischofssitz ging dann nach Winchester. Das neue Bistum entstand zwischen 869 und 888 infolge der Verlegung des Bischofssitzes von Leicester nach Dorchester. Erster Bischof war Harlardus. Im Jahre 971 wurde dem Bistum Dorchester das Bistum Lindsey angegliedert. Bischof Remigius de Fécamp verlegte im Jahre 1072 den Bischofssitz infolge von Angriffen der Normannen von Dorchester nach Lincoln und der Titel wurde in Bischof von Lincoln geändert.
Das Bistum Dorchester war dem Erzbistum Canterbury als Suffraganbistum unterstellt.